# 4362 Carlisle
A 4362 Carlisle (ideiglenes jelöléssel 1978 PR4) a Naprendszer kisbolygóövében található aszteroida. A Perthi Obszervatórium fedezte fel 1978. augusztus 1-jén.